# ワイオミング州の歴史

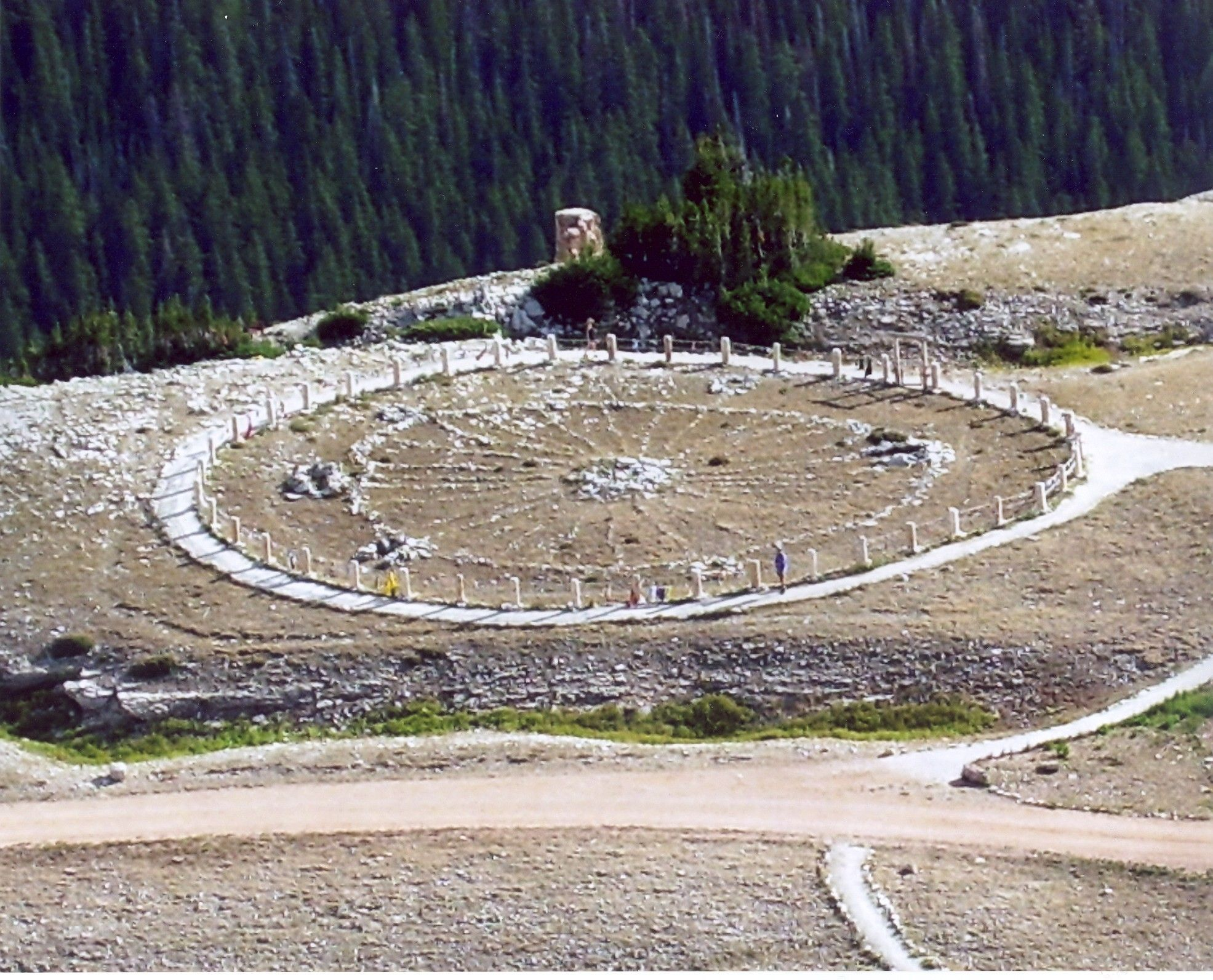
ビッグホーン国定自然林のメディシン・ホィール

ワイオミング州の歴史（ワイオミングしゅうのれきし、英:History of Wyoming）では、主にアメリカ合衆国ワイオミング州となった地域に、ヨーロッパ人が到着してからの歴史を概説する。

## 前史
現在のワイオミング州として知られる地域に有史以前に人類が住んだ証拠はおよそ13,000年前に遡ることができる。クローヴィス文化、フォルサム文化およびプラノ文化のものとされる石の尖頭器がワイオミング中で発見されてきた。ビッグホーン山脈には、西暦800年から900年の間に造られたメディシン・ホィール（石を車輪の形に配置した遺跡）がある。ビッグホーンのメディシン・ホィールは、人類が7,000年に亘って使ってきたワイオミング北部の大きな複合遺跡の一部だと考えられている。白人探検家達がこの地域に初めて入ったとき、多くの先住民族に出会った。アラパホ族、バノック族、ブラックフット族、シャイアン族、クロウ族、グロヴァントル族、カイオワ族、ネズ・パース族、スー族、ショショーニ族およびユト族などだった。

## 初期の探検家
1700年代後半にフランス人罠猟師がワイオミング北部に分け入ったはずだが、ルイス・クラーク探検隊の一員であるジョン・コルターが恐らくは最初にこの地域に入った白人アメリカ人だった（1807年）。イエローストーン地域の地熱活動に関するコルターの報告書は、当時作り話だと考えられた。ロバート・スチュアートと5人の隊員がオレゴン州アストリアからの帰路で、1812年にサウス・パス（南の峠道）を発見した。この経路は後にオレゴン・トレイルに使われた。1850年、ジム・ブリッジャーが現在ブリッジャー・パスと呼ばれる場所を特定し、これが後に1868年のユニオン・パシフィック鉄道、および20世紀の州間高速道路80号線に使われた。ブリッジャーはまたイエローストーン地域も探検したが、コルターの場合と同様に、その地域に関する報告書の大半は当時大ぼらだと考えられた。19世紀の初期、マウンテンマンと呼ばれる罠猟師がビーバーを求めてワイオミング西部の山岳地に群がった。1824年、罠猟師による最初の集会がワイオミングで開催された。この集会は1840年まで継続され、その大多数はワイオミングの領域内で開催された。

## 移民の道

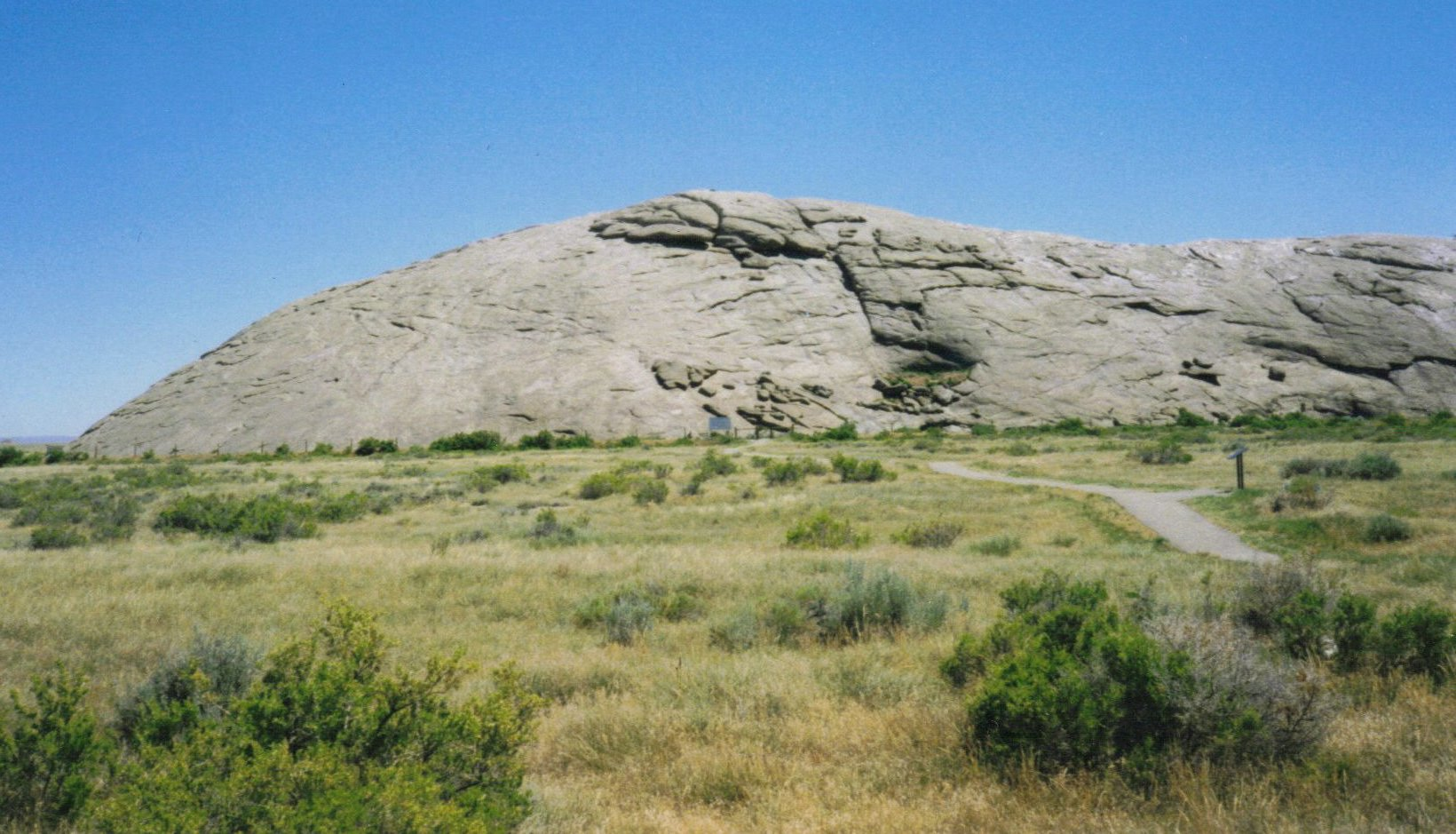
オレゴン・トレイル沿いにあるインデペンデンス・ロック

後にオレゴン・トレイルと呼ばれた経路は、1830年代初期には既に交易業者や探検家が日常に使っていた。このトレイルは、現在のトリントンの町近くで東の境界内に入り、ノースプラット川に沿って現在のキャスパーの町までワイオミングの中を蛇行している。続いてサウス・パスを越えて、コークビルの近くで西の外れに出てきている。1847年、モルモン教徒がモルモン・トレイルを開いた。これはオレゴン・トレイルに似ているが、サウス・パスを越えたところで南に下り、ブリッジャー砦を通ってユタ州に至るものだった。1840年から1859年の間に、35万人以上の移民がユタ州、カリフォルニア州およびオレゴン州の目的地に向かってこれらの経路を辿った。1863年、モンタナ州で金が発見されパウダーリバー・カントリーを抜けるボーズマン・トレイルやビッグホーン盆地を抜けるブリッジャー・トレイルを使って鉱夫達が北に向かった。

## インディアン戦争

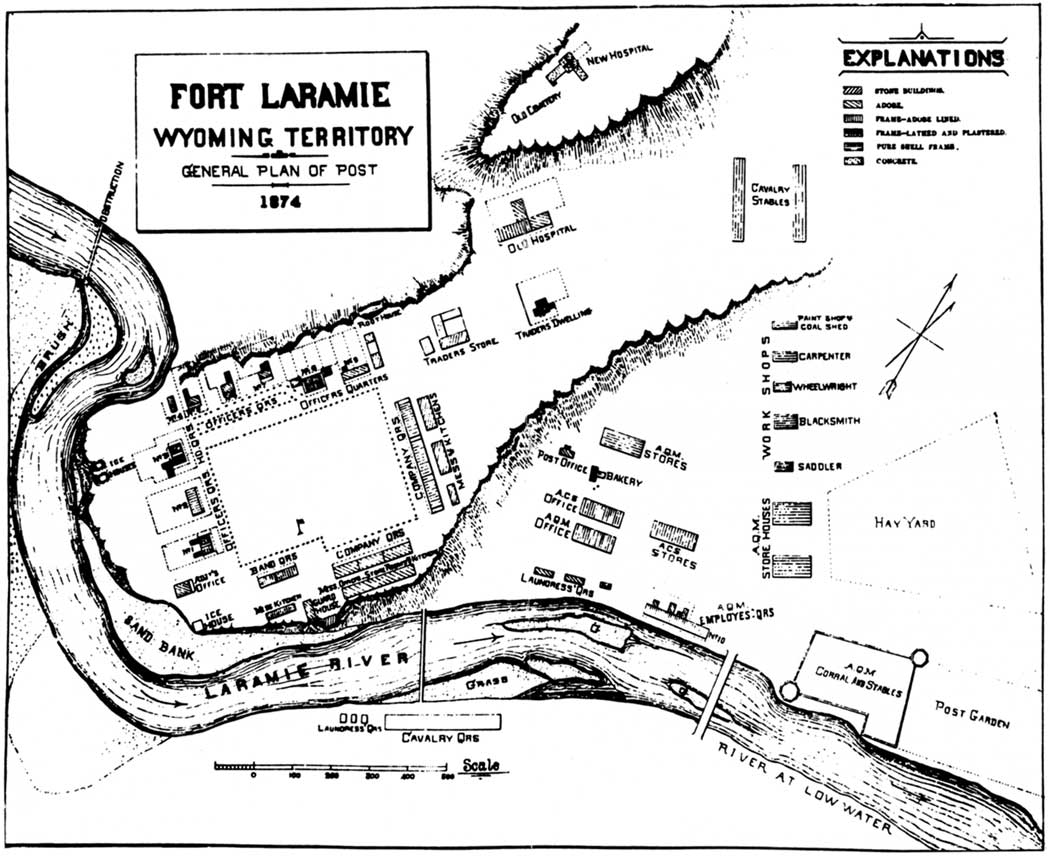
ララミー砦の平面図、1874年

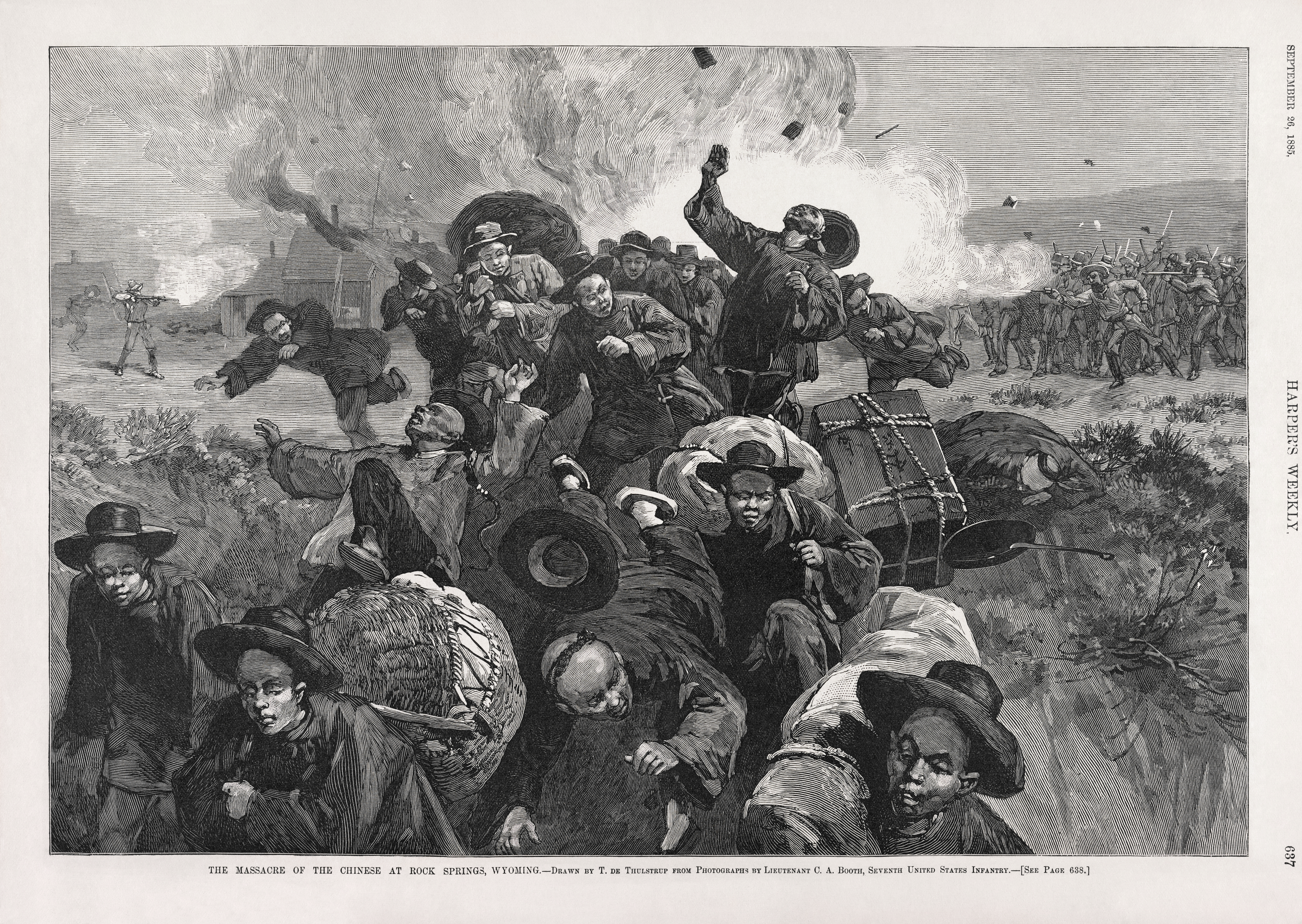
ロック・スプリングス虐殺

ワイオミングへの移民や開拓者の流入は先住民との遭遇の機会を増やし、トレイル沿いには軍隊の駐在が増えて行った。ララミー砦のような軍事基地は地域の秩序を保つために設立された。1851年、第一次ララミー砦条約がアメリカ合衆国と先住民族代表との間で取り交わされ、平和とトレイルに沿った開拓民の安全を確保した。1850年代はその結果静穏だったが、開拓者が先住民族に約束された土地に進入するようになって再び緊張関係が持ち上がり、特に1851年の条約で先住民族に約束されたパウダーリバー・カントリーの猟場を通るボーズマン・トレイルが1864年に開通してからはひどくなった。開拓者と先住民族の軋轢が1865年にはより深刻になっていたので、グレンビル・M・ドッジ少将は暴力沙汰を鎮めるために最初のパウダーリバー遠征を命じた。この遠征はタングリバーの戦いでアラパホ族と戦闘して終わった。翌年、闘争はワイオミングにおける最初のアメリカ合衆国と先住民族の大きな軍事衝突であるレッドクラウド戦争にまで高まった。1868年の第二次ララミー砦条約はパウダーリバー・カントリーから白人を締め出すことで戦争を終わらせた。ブラックヒルズの鉱夫達によるこの条約の侵犯によって1876年のブラックヒルズ戦争が起こり、主にワイオミングとモンタナの州境沿いで戦われた。

## 鉄道
ユニオン・パシフィック鉄道は、1867年にシャイアン（後に州都となった）の町まで到達した。鉄道は最終的に州内を横切り、人口増を加速し、ララミー、ロックスプリングスおよびエバンストンのような大都市の幾つかを形成した。鉄道と共に石炭の需要が増加し、ワイオミングの南西域、特にロックスプリングスの周辺でまとまった量の炭田が発見された。1885年、ロックスプリングス虐殺と呼ばれる、ロックスプリングスでユニオン・パシフィック石炭会社に雇われている中国人坑夫と白人の間の暴動が発生した。

## 州昇格
鉄道が延びてきた後で、1868年7月25日に設立されたワシントン準州の人口は着実に成長を始めた。金や銀の主要鉱脈が19世紀に発見された南のコロラド州とは異なり、ワイオミングは急速な人口増加を経験することは無かった。
ワイオミング憲法を制定する会議で女性の参政権が議論され結局受け入れられた。憲法条項の大半は他州のものからの借り物ではあったが、ワイオミングの水資源に関する条項も含まれた。ワイオミングは人口が少ないこととアメリカ合衆国の中で唯一女性参政権を認めた準州として反対もあったがこれを克服し、1890年7月10日に合衆国44番目の州として昇格を認められた。
ワイオミングという名前はトマス・キャンベルの1809年の詩『ワイオミングのガートルード』で有名になった。この名前は「大きな川の平原で」を意味するレナペ族（マンシー族）の名前「フウェーワマンク」から派生したものであり、元々ペンシルベニア州のワイオミング・バレーに宛てられていた。この名前がオハイオ州選出の合衆国下院議員J・M・アシュリーによって採用された。

## 選挙権
1869年、ワイオミング準州は女性に選挙権を与えた。アメリカ合衆国で最初に女性に選挙権を広げた州であることに加えて、政治の世界で女性に対する「初めて」の事項が多くある。1870年のララミーでは女性が初めて陪審員を務めた。同年、同じくララミーで最初の裁判所の女性廷吏が生まれ（メアリー・アトキンソン）、サウス・パス市では初の女性治安判事が生まれた（エスター・ホバート・モリス）。1924年には合衆国で初の女性知事ネリー・テイロー・ロスが選出され、1925年1月に就任した。

## 自然の保護

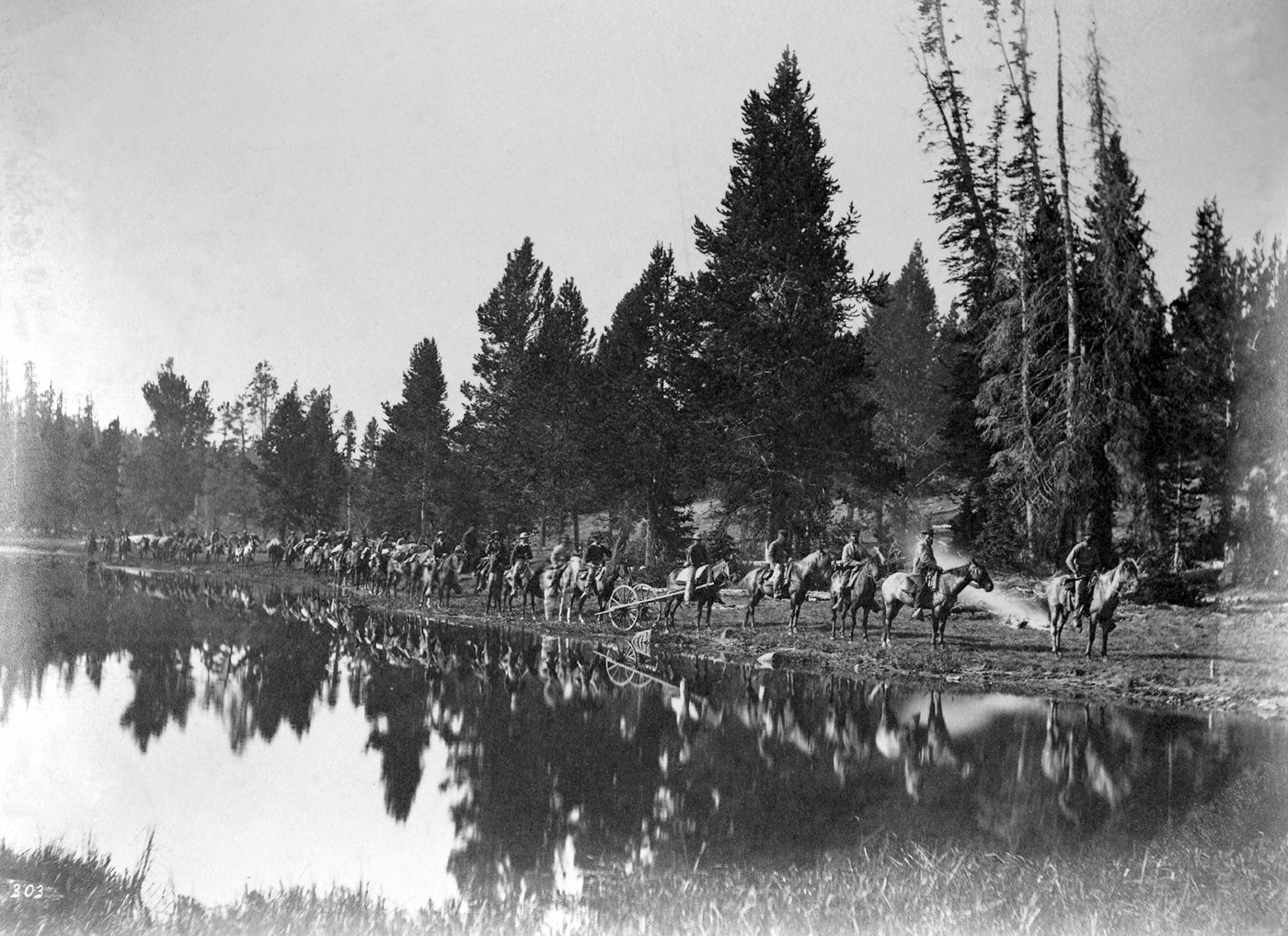
ハイデン遠征隊の写真

コルターやブリッジャーのような者の報告書に続いて、多くの遠征隊が組織されワイオミング北西部を探検した。1869年のフォルソム遠征隊や1870年のウォシュバーン・ラングフォード・ドーン遠征隊はマウンテンマンの話を確認した。1971年フェルディナンド・ヴァンデヴィア・ハイデンこの地域の公式測量を行い、その結果は連邦議会が地域を保存させておくことに繋がった。イエローストーン国立公園は1872年に世界で初めての国立公園になった。イエローストーン国立公園を構成する地域の大半はワイオミング州内にある。ワイオミングには合衆国で初めての国定史跡（1906年に創られたデビルズ・タワー）や国定自然林（1891年に創られたショショーニ国定林）がある。

## 開拓者

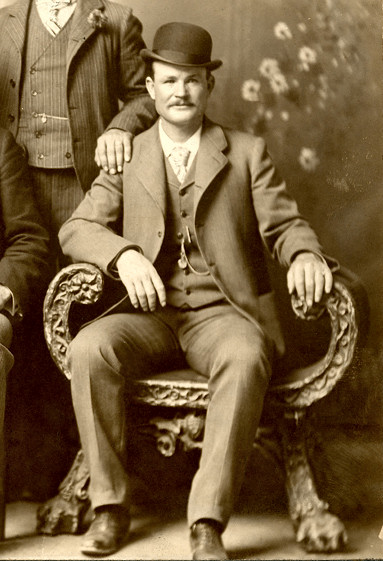
ブッチ・キャシディ

1862年のホームステッド法で、多くの農夫や牧夫をワイオミングに惹きつけ、肥沃な川の堤に集まった。19世紀後半のワイオミングの土地は大半が公有地であり、ホームステッド法を利用する者や牛に草を食ませる空地として解放された。個人牧場主が州内に入ってくるにつれて、広い土地や水の支配を巡って大きな牧場主の間に反目が生じた。この緊張関係は1892年4月の「ジョンソン郡戦争」（Johnson County War）と呼ばれる武装闘争にまで高まり、大規模な牛の放牧者と小さな牧場主や農夫とが争った。開拓者の増加に伴い、多くの商人と共に無法者も現れた。当時の著名な多くの無法者はワイオミングにその経歴が始まっており、ブッチ・キャシディやハリー・ロングボーは2人とも若い時にワイオミングで投獄されたことがあった。ホール・イン・ザ・ウォール（壁の穴）と呼ばれるジョンソン郡の遠隔地は壁の穴ギャングとして知られる無法者達の緩やかな結社にとって隠れ家として知られた。そこは1860年代から20世紀初期を通じてワイオミング中の無法者の活動に利用された。